# اظماره سفلی
اظماره سفلی یک روستا در ایران است که در دهستان انی واقع شده‌است. اظماره سفلی ۴۶ نفر جمعیت دارد.